# Уральск (Башкортостан)
Ура́льск (баш. Уральск) — село в Учалинском районе Башкортостана России, центр Уральского сельсовета. Согласно переписи 2020 года население составляло 1666 человек.

## Население
| 2002 | 2009  | 2010  |
| ---- | ----- | ----- |
| 1856 | ↗2223 | ↘1717 |

Национальный состав
Согласно переписи 2002 года, преобладающая национальность — башкиры (76 %).

## Прежние названия
Байрамгуловский, Байрамгуловский, Посёлок Центральной усадьбы Байрамгуловского совхоза, совхоз «Байрамгуловский», Уральский.

## Географическое положение
Расстояние до:
- районного центра (Учалы): 48 км,
- ближайшей железнодорожной станции (Учалы): 55 км.

## Карта
Лист карты N-40-71 Малоучалинский. Масштаб: 1 : 100 000. Издание 1961 г.

## Известные уроженцы
- Ишбаев, Гниятулла Гарифуллович (род. 1961) — горный инженер, учёный в области технологии и оборудования для бурения и капитального ремонта скважин. Доктор технических наук, профессор. Генеральный директор ООО НПП «Буринтех». Заслуженный работник нефтяной и газовой промышленности Российской Федерации. Заслуженный нефтяник Республики Башкортостан. Лауреат премии Правительства Российской Федерации в области науки и техники.